# 育空地区政府
育空地区政府是加拿大育空地区的地区级政府。广义上由地区立法机构、地区行政机构和地区司法机构组成；狭义上特指地区行政机构。

## 立法机构
育空地区立法会是育空地区的立法机构，负责由联邦政府制定的《育空法》（Yukon Act）和其他联邦法律法规规定的属于本地区管辖范围内的立法工作。

## 行政机构

### 地区行政会议（内阁）
地区行政会议（内阁）由地区长官、地区行政机构各组成部门主管（各厅厅长）及其他必要人员组成。内阁成员由地区长官向地区专员建议，由专员任命；内阁成员通常为地区立法会成员。
本届地区行政会议现时组成人员共7人。

### 地区行政机构的组成部门
现时地区行政机构的组成部门共有10个。
- 育空地区社区服务厅
- 育空地区经济发展厅
- 育空地区教育厅
- 育空地区能源、矿业和资源厅
- 育空地区环境厅
- 育空地区财政厅
- 育空地区卫生和社会服务厅
- 育空地区公路和公共项目厅
- 育空地区司法厅
- 育空地区旅游和文化厅

### 地区属局和委员会
现时共有直管、半独立和独立运作的地区属局、委员会及其它机构100多个。

## 司法机构
育空地区的最高法院为育空地区最高法院，地区上诉法院为育空地区上诉法院。